# Gnathorhynchus aprosmeno
Gnathorhynchus aprosmeno är en plattmaskart som beskrevs av An der Lan 1967. Gnathorhynchus aprosmeno ingår i släktet Gnathorhynchus och familjen Gnathorhynchidae. Inga underarter finns listade i Catalogue of Life.